# Usabilidad
El neologismo usabilidad (del inglés usability —facilidad de uso—) se refiere a la facilidad con que las personas pueden utilizar una herramienta particular o cualquier otro objeto fabricado por humanos con el fin de alcanzar un objetivo concreto. La usabilidad también puede referirse al estudio de los principios que hay tras la eficacia percibida de un objeto.
Desde el punto de vista de la lengua, es un término que no forma parte del Diccionario de la lengua española, aunque es bastante habitual en el ámbito de la informática y la tecnología, especialmente en páginas web o aplicaciones móviles. La Fundéu lo considera un término correcto por bien formado en español, y ya figura en algunos diccionarios de uso.
El objeto de uso puede ser una app, una página web, un libro, una herramienta, máquina, proceso, vehículo o cosa con la que un humano interactúa. Un estudio de usabilidad puede ser realizado por un analista especializado o como una función secundaria de diseñadores, redactores técnicos, especialistas en marketing y otros. Es usado de manera común en electrónica, comunicación y objetos de transmisión de conocimiento (un libro de cocina o guía de ayuda) y objetos de funcionamiento mecánico como un martillo o un pedal.  

## Origen del término
El término usabilidad, aunque de origen latino, en el contexto que se utiliza deriva directamente del inglés usability. En castellano significa capacidad de uso, es decir, la característica que distingue a los objetos diseñados para su utilización de los que no. Sin embargo la acepción inglesa es más amplia y se refiere a la facilidad o nivel de uso, es decir, al grado en el que el diseño de un objeto facilita o dificulta su manejo. Una objeción a esta pretensión de otorgarle amplitud de interpretación al término en inglés y negársela o restringírsela a su acepción en español, describe y manifiesta claramente el complejo lingüístico y cultural que afecta a aciertos usuarios y profesionales, en particular y especialmente del sector informático en nuestras comunidades de habla hispana, especialmente latinoamericanas. Usability así como usefulness tienen sus correlatos españoles en "uso", "funcional", "funcionalidad", "utilidad", "utilizable" respectivamente. El uso, funcionalidad o utilidad de un diseño, programa u objeto no está sólo en la aplicación inmediata que hacemos de ellos, sino también y sobre todo en el beneficio o solución que obtenemos. A partir de ahora definiremos el término usabilidad basándonos en la segunda acepción.

## Definiciones formales
La Organización Internacional para la Estandarización (ISO) ofrece dos definiciones de usabilidad:
ISO/IEC 9126:

La usabilidad se refiere a la capacidad de un software de ser comprendido, aprendido, usado y ser atractivo para el usuario, en condiciones específicas de uso.

Esta definición hace énfasis en los atributos internos y externos del producto, los cuales contribuyen a su funcionalidad y eficiencia. La usabilidad depende no sólo del producto sino también del usuario. Por ello un producto no es en ningún caso intrínsecamente usable, sólo tendrá la capacidad de ser usado en un contexto particular y por usuarios particulares. La usabilidad no puede ser valorada estudiando un producto de manera aislada (Bevan, 1994).
ISO/IEC 9241:

Usabilidad es la eficacia, eficiencia y satisfacción con la que un producto permite alcanzar objetivos específicos a usuarios específicos en un contexto de uso específico.

Es una definición centrada en el concepto de calidad en el uso, es decir, se refiere a cómo el usuario realiza tareas específicas en escenarios específicos con efectividad.

## Otros aspectos de la usabilidad
A partir de la conceptualización llevada a cabo por la ISO, se infieren los principios básicos en los que se basa la usabilidad:
- Facilidad de aprendizaje: facilidad con la que nuevos usuarios desarrollan una interacción efectiva con el sistema o producto. Está relacionada con la predictibilidad, sintetización, familiaridad, la generalización de los conocimientos previos y la consistencia.
- Facilidad de uso: facilidad con la que el usuario hace uso de la herramienta, con menos pasos o más naturales a su formación específica. Tiene que ver con la eficacia y eficiencia de la herramienta.
- Flexibilidad: relativa a la variedad de posibilidades con las que el usuario y el sistema pueden intercambiar información. También abarca la posibilidad de diálogo, la multiplicidad de vías para realizar la tarea, similitud con tareas anteriores y la optimización entre el usuario y el sistema.
- Robustez: es el nivel de apoyo al usuario que facilita el cumplimiento de sus objetivos. Está relacionada con la capacidad de observación del usuario, de recuperación de información y de ajuste de la tarea al usuario.

El grado de usabilidad de un sistema es, por su parte, una medida empírica y relativa de su usabilidad. Se mide a partir de pruebas empíricas y relativas.
- Empírica porque no se basa en opiniones o sensaciones, sino en pruebas de usabilidad realizadas en laboratorio u observadas mediante trabajo de campo.
- Relativa porque el resultado no es ni bueno ni malo, sino que depende de las metas planteadas o de una comparación con otros sistemas similares.

## Ámbitos de la usabilidad

### Informática
En informática, la usabilidad está muy relacionada con la accesibilidad, hasta el punto de que algunos expertos consideran que una forma parte de la otra o viceversa. Uno de estos expertos y gurú de la usabilidad en los entornos web es Jakob Nielsen, quien definió la usabilidad en 2003 como "un atributo de calidad que mide lo fáciles de usar que son las interfaces web".[cita requerida]
Otra definición clarificadora es la de Redish (2000),[cita requerida] para quien es preciso diseñar sitios web para que los usuarios sean capaces de "encontrar lo que necesitan, entender lo que encuentran y actuar apropiadamente… dentro del tiempo y esfuerzo que ellos consideran adecuado para esa tarea".

#### Usabilidad web
La usabilidad web es la disciplina que estudia la forma de diseñar sitios web para que los usuarios puedan interactuar con ellos de la forma más fácil, cómoda e intuitiva posible. 
La mejor forma de crear un sitio web usable es realizando un diseño centrado en el usuario, diseñando para y por el usuario, en contraposición a lo que podría ser un diseño centrado en la tecnología o uno centrado en la creatividad u originalidad.
Parte fundamental de la usabilidad de un sitio web está determinada por los signos gráficos que representan elementos de control y medida para los usuarios y les proporcionan referentes visuales relacionados con elementos que se encuentran en su vida cotidiana y que al interactuar con ellos en el sitio web les permite con facilidad comprenderlo y utilizarlo. Los signos gráficos pueden ser imágenes, botones, menús de navegación, entre otros.
La investigación en usabilidad web se centra principalmente en el acomodo, navegación, arquitectura de la información y contenido de una aplicación web, y es importante tener en cuenta que la percepción de usabilidad tiene una influencia positiva en el usuario respecto a la confianza, satisfacción y lealtad hacia un sitio web.

#### Usabilidad web móvil
Actualmente las personas tienen mayor acceso a contenidos web desde dispositivos móviles como los teléfonos inteligentes, que desde computadoras de escritorio, ya que esto les permite estar comunicados y disponibles en cualquier momento y en cualquier situación que lo requieran; sin embargo, cuando el usuario navega en la web móvil, se enfrenta a problemas de usabilidad debido a que muchos de los contenidos web no están adaptados para visualizarse en dispositivos con pantallas pequeñas y aquellos que si lo están, inciden en problemas de navegación, presentación de la información, cantidad adecuada de información, uso adecuado de los gráficos, etc.
El uso generalizado de los teléfonos inteligente conlleva nuevos retos para los diseñadores que hacen contenido web para estos dispositivos, pues el objetivo es hacer contenido fácil de navegar, más eficiente y más interactivo.
Para mejorar la experiencia de usuario en servicios móviles es necesario considerar dos aspectos importantes de la usabilidad: la simplicidad y la interactividad. La simplicidad es considerada un concepto crucial para el diseño exitoso de una interfaz de usuario porque la creciente complejidad de la tecnología hace nuestra vida compleja y desordenada. La interactividad ha sido estudiada como una característica esencial de los sitios web que conduce las actividades y actitudes de los usuarios.

### Otros usos
Fuera del ámbito informático, la usabilidad está más relacionada con la ergonomía y los factores humanos.

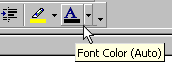
El diseño de las acciones y botones en una aplicación o software son parte de los factores a tener en cuenta para mejorar su usabilidad.

La ergonomía parte de los principios del diseño universal o diseño para todos. La buena ergonomía puede lograrse mediante el diseño centrado en el usuario (que no necesariamente dirigido por él), aunque se emplean diversas técnicas. El diseñador de ergonomía proporciona un punto de vista independiente de las metas de la programación porque el papel del diseñador es actuar como defensor del usuario. Por ejemplo, tras interactuar con los usuarios, el diseñador de ergonomía puede identificar necesidades funcionales o errores de diseño que no hayan sido anticipados.
La ergonomía incluye consideraciones como:
- ¿Quiénes son los usuarios, cuáles son sus conocimientos, y qué pueden aprender?
- ¿Qué quieren o necesitan hacer los usuarios?
- ¿Cuál es la formación general de los usuarios?
- ¿Cuál es el contexto en el que el usuario está trabajando?
- ¿Qué debe dejarse a la máquina? ¿Qué al usuario?

Las respuestas a estas preguntas pueden conseguirse realizando análisis de usuarios y tareas al principio del proyecto.
Otras consideraciones incluyen:
- ¿Pueden los usuarios realizar fácilmente sus tareas previstas? Por ejemplo, ¿pueden los usuarios realizar las tareas previstas a la velocidad esperada?
- ¿Cuánta preparación necesitan los usuarios?
- ¿Qué documentación u otro material de apoyo están disponible para ayudar al usuario? ¿Puede este hallar las respuestas que buscan en estos medios?
- ¿Cuáles y cuántos errores cometen los usuarios cuando interactúan con el producto?
- ¿Puede el usuario recuperarse de los errores? ¿Qué han de hacer los usuarios para recuperarse de los errores? ¿Ayuda el producto a los usuarios a recuperarse de los errores? Por ejemplo, ¿muestra el software mensajes de error informativos y no amenazantes?
- ¿Se han tomado medidas para cubrir las necesidades especiales de los usuarios con discapacidades? (Es decir, ¿se ha tenido en cuenta la accesibilidad?)

Ejemplos de técnicas para hallar respuesta a estas y otras cuestiones son: análisis de requisitos enfocado al usuario, construcción de perfiles de usuarios y pruebas de usabilidad.

## Beneficios de la usabilidad
Entre los principales beneficios se encuentran:
- Reducción de los costes de aprendizaje y esfuerzos.
- Disminución de los costes de asistencia y ayuda al usuario.
- Disminución en la tasa de errores cometidos por el usuario y del retrabajo.
- Optimización de los costes de diseño, rediseño y mantenimiento.
- Aumento de la tasa de conversión de visitantes a clientes de un sitio web.
- Aumento de la satisfacción y comodidad del usuario.
- Mejora la imagen y el prestigio.
- Mejora la calidad de vida de los usuarios, ya que reduce su estrés, incrementa la satisfacción y la productividad.

Además, la usabilidad implementada en el espacio de trabajo conlleva una serie de beneficios, entre los que se encuentran:
- Mejora de la postura corporal.
- Diseño ergonómico del mobiliario.
- Reducción de los problemas de organización.
- Mejora del ambiente laboral.
- Optimización del software y la interfaz utilizada.

Todos estos beneficios implican una reducción y optimización general de los costes de producción, así como un aumento en la productividad. La usabilidad permite mayor rapidez en la realización de tareas y reduce las pérdidas de tiempo.
Un caso real, después de ser rediseñado prestándose especial atención a la usabilidad, el sitio web de IBM incrementó sus ventas en un 400% (InfoWorld, 1999).[cita requerida]

## Opiniones de Jakob Nielsen
Jakob Nielsen, considerado el padre de la usabilidad, la definió como el atributo de calidad que mide lo fáciles de usar que son las interfaces web. Es decir, un sitio web usable es aquel en el que los usuarios pueden interactuar de la forma más fácil, cómoda, segura e inteligentemente posible.
No solo la tecnología y el aspecto gráfico son factores determinantes para hacer un sitio web llamativo. Es importante que cumpla con las siguientes características:
- Entendible
- Novedoso
- Comprensible
- Inteligente
- Atractivo

En ocasiones los cibernautas se enfrentan a sitios web de altísima calidad y contenido, pero que presentan dificultades en su contenido: por ejemplo, los menús son de difícil ubicación, o la herramienta de búsqueda no aparece en un lugar visible. Un error recurrente de los creadores y diseñadores de sitios web es querer imponer sus decisiones y criterios sin pensar en el usuario. Por eso, en el momento de diseñar el sitio e introducir contenidos, siendo esta última labor de los editores, y no de los diseñadores, es importante pensar en el otro.
Aunque no hay estándares definidos para la usabilidad, depende en cierta forma del espacio donde se desenvuelve el navegante. Pero lo importante en este caso es que el usuario no se deje consumir ni dominar por el sitio, es decir que sea él mismo que tome el control de la navegación por medio de un aprendizaje sencillo y el dominio de los elementos necesarios, para encontrar finalmente y en el menor tiempo posible, lo que busca.
Un buen sitio web debe responder a las necesidades del usuario. En una comunidad virtual donde confluyen diferentes culturas e intereses, el contexto en el que se desenvuelven los miembros de un grupo virtual, o comunidad, no debe generar molestias en el momento de la navegación.

## Reconocimiento en la industria del software
Actualmente, la usabilidad está reconocida como un importante atributo de calidad del software, habiéndose ganado un puesto entre atributos más tradicionales como el rendimiento y la fiabilidad. Incluso diversos programas de estudios se centran en ella. También han surgido diversas empresas de consultoría de usabilidad, y las firmas tradicionales de consultoría y diseño están ofreciendo servicios similares para este término tan asociado al marketing.
Desde un enfoque del diseño y evaluación de aplicaciones software, hablamos de usabilidad software como un área incluida en el campo de la Interacción Persona-Ordenador (IPO) que se define como un conjunto de fundamentos teóricos y metodológicos que aseguran el cumplimiento de los niveles de usabilidad requeridos. Se trata, fundamentalmente, de decidir qué atributos del concepto de usabilidad deben ser priorizados, para lograr metas verificables y medibles de niveles de usabilidad cuyo objetivo último es atraer la atención del usuario lo máximo posible ya sea por motivos económicos, publicitarios u otros.